# Violette Dorange
Pour les articles homonymes, voir Dorange.
Violette Dorange, née le 17 avril 2001 à Rochefort (Charente-Maritime), est une navigatrice et skippeuse française.
Elle réalise la première traversée de la Manche en Optimist entre l'île de Wight et Cherbourg en mai 2016, puis la première traversée du détroit de Gibraltar en Optimist en 2017. Elle est la plus jeune à traverser l'océan Atlantique lors de la course en solitaire de la Mini Transat 2019, et la plus jeune à participer à la Solitaire du Figaro en 2020. Dans le Retour à la Base 2023, elle est à 22 ans la plus jeune navigatrice à traverser l'Atlantique en solitaire à la barre d'un IMOCA. Elle est la benjamine de la course lors du Vendée Globe 2024-2025 et devient la plus jeune à terminer cette course. 

## Biographie

### Enfance et débuts
Violette Dorange naît le 17 avril 2001 à Rochefort, en Charente-Maritime. Ses parents, vétérinaires originaires de Paris, se sont établis à Pont-l'Abbé-d'Arnoult, où Violette a grandi. Elle est la benjamine de trois enfants, puisqu'elle a une sœur, Rose, et un frère, Charles, tous deux ses aînés. Tous trois sont inscrits à la Société des régates rochelaises, située à plus de 50 kilomètres de leur domicile. Charles Dorange deviendra skipper et tacticien en multicoque, Rose Dorange pratique également le nautisme à haut niveau.
Violette commence l'Optimist à l'âge de 7 ans,,. Au début, elle n'est pas passionnée par la voile. Elle souhaite arrêter, mais ses parents l'encouragent à finir son année. C'est la compétition qui l'amène à apprécier ce sport,. Son père, vétérinaire de campagne et camarade de promotion de Jean-Pierre Dick, l'emmène régulièrement voir les départs de course de ce dernier.

### Optimist, 420, Mini, Figaro

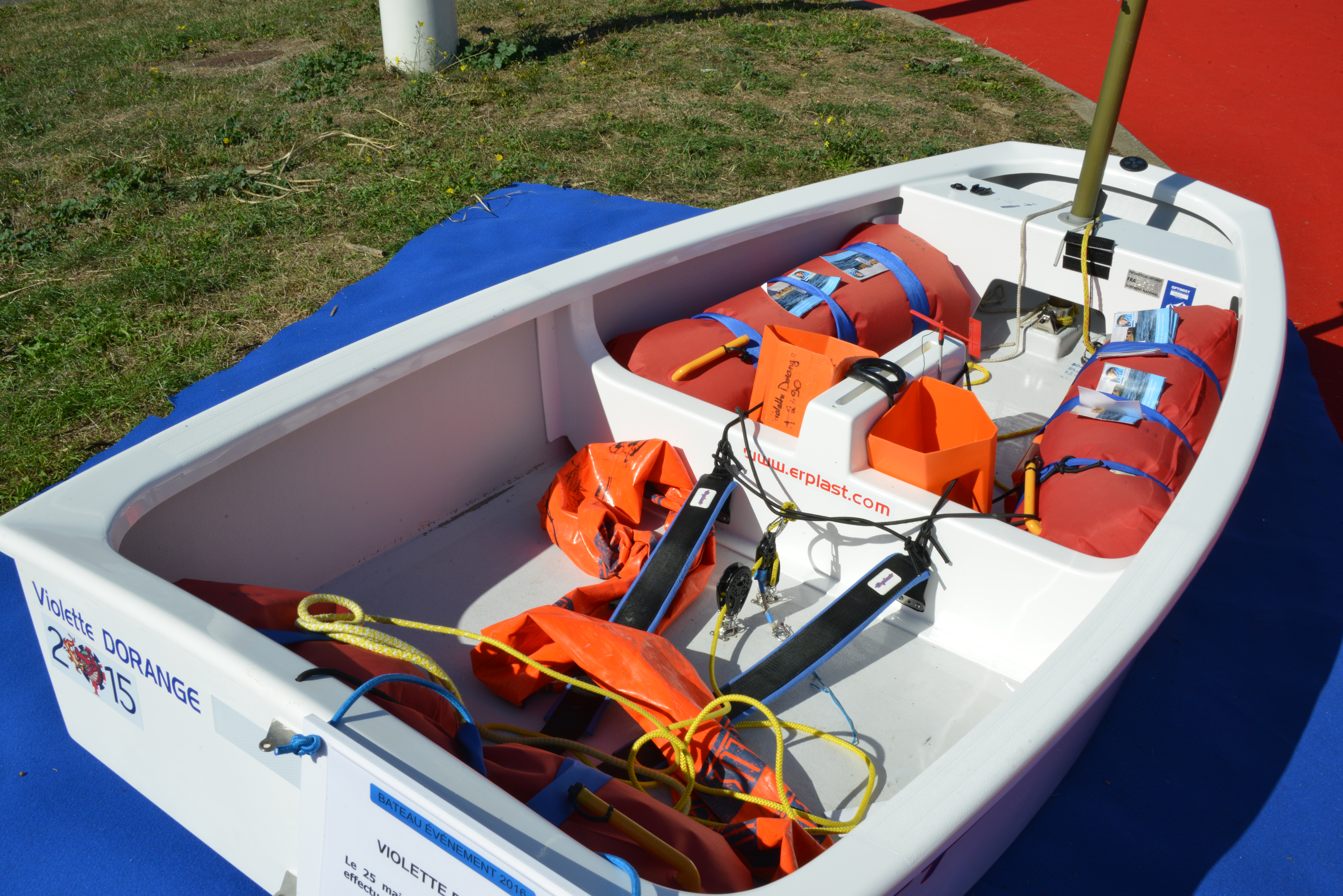
L'Optimist FRA 2490 à la barre duquel Violette Dorange a traversé la Manche le 25 mai 2016, à quinze ans.

En parallèle de ses débuts en compétition avec le Pôle France de La Rochelle, elle intègre la section sport-études voile du lycée Jean-Dautet. Elle poursuit ses études à l'INSA Rennes en section Excellence sportive, tout en s'entraînant à Port-la-Forêt, dans le Finistère,.
En 2016, à l'âge de 15 ans, elle devient la première jeune fille à traverser la Manche sur un Optimist, en 15 heures,. En 2017, elle est également la première à traverser le détroit de Gibraltar en Optimist, en 5 heures et 27 minutes,.
Associée à Camille Orion en 420, elle devient deux fois championne de France (en 2016 et 2017), médaille de bronze au championnat d'Europe 2017 ;  elle obtient aux championnats du monde jeunes, catégorie filles, une médaille d'argent en 2017 et deux médailles de bronze, en 2016 et 2018. En 2019, à l'âge de 18 ans, elle est la plus jeune  à avoir participé à la Mini Transat. L'année suivante, elle est également la plus jeune femme à participer à la Solitaire du Figaro.

### IMOCADeVenir

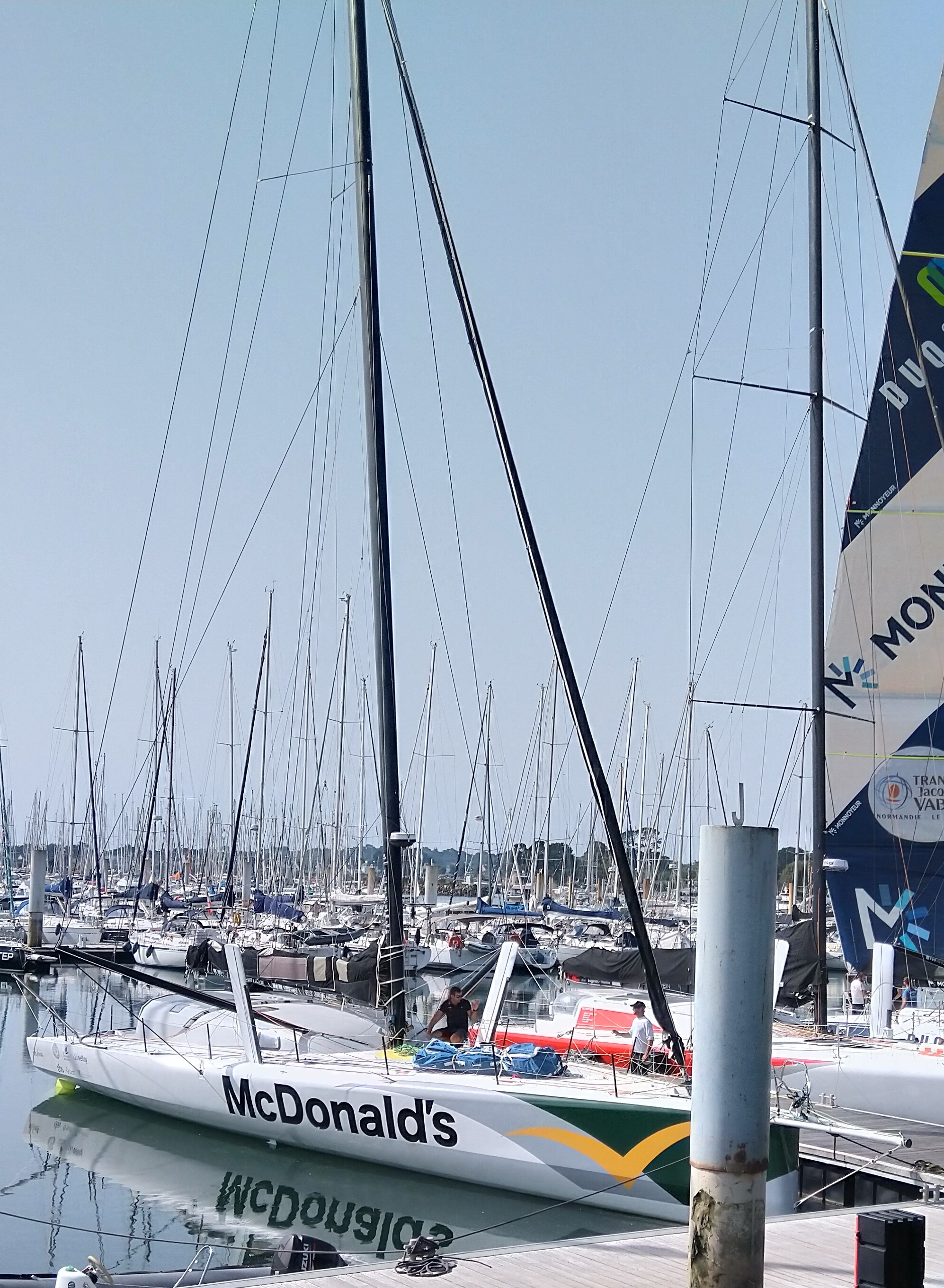
L'Imoca DeVenir en septembre 2023, à Port-la-Forêt.

Au début de l'année 2021, Violette Dorange annonce sa participation au Vendée Globe 2024-2025, étant la plus jeune femme à y participer, même si ce record n'est pas son objectif. Elle souhaite monter un projet à budget raisonnable, avec un bateau fiable sans rechercher la performance, afin de réaliser ce tour du monde en solitaire. En octobre 2021, son projet se précise avec une option, sous réserve de financement, sur l'IMOCA Yes We Cam ! que barrait Jean Le Cam lors de l'édition précédente.
En 2023, à la fin de son master 1, elle met en pause ses études d'ingénieur. Le 7 août, un collectif de partenaires ayant permis d'assurer une partie du financement, son projet Vendée Globe est officiellement lancé. Le bateau est remis à l'eau sous le nom de DeVenir, en référence à ses initiales,. En plus de Jean Le Cam qui lui a réservé son ancien bateau, elle est soutenue dans son projet par Damien Guillou, cerveau technique ayant déjà préparé plusieurs bateaux pour le Vendée Globe et Jean-Pierre Dick, ami d'études du père de Violette Dorange.
En septembre, DeVenir, barré par Violette Dorange et Damien Guillou, termine 13e sur 34 — et premier bateau à dérives droites — dans les 48 heures du Défi Azimut. En novembre, le même duo se classe 21e sur 40 IMOCA lors de la Transat Jacques-Vabre. En décembre, en terminant 23e sur 32 dans le Retour à la Base, Violette Dorange devient la plus jeune navigatrice (22 ans) à traverser l'océan Atlantique en solo à la barre d'un Imoca. Cette course lui permet de valider la première phase de sa qualification pour le Vendée Globe.
En mai 2024, elle se classe 18e sur 33 Imoca dans The Transat CIC. Sa participation à cette course achève de la qualifier pour le Vendée Globe. En juin, elle est 18e sur 28 dans la New York Vendée - Les Sables d'Olonne. Ayant accompli suffisamment de milles de sélection dans la « course aux milles », elle fait partie des 40 skippers admis au départ du Vendée Globe.
Le 10 novembre 2024, elle prend le départ du Vendée Globe 2024-2025, comme benjamine de la course à l'âge de 23 ans. Durant la course, évoluant sportivement dans la seconde moitié de la flotte, elle atteint le million d'abonnés sur les réseaux sociaux, et réalise des audiences importantes sur ses publications, via la stratégie de communication mise en place avec David Lupion,. Elle achève cette course aux Sables-d'Olonne le 9 février 2025 en 90 jours 22 heures et 37 minutes, se classant 25e de la course.

### IMOCA à foilsInitiatives-Cœur(projet)
Trois jours après avoir bouclé le Vendée globe 2024–2025, Violette Dorange annonce mettre en vente DeVenir et poursuivre son apprentissage sur un Imoca à foils, avec l’équipe Initiatives-Cœur, rejoignant la Britannique Samantha Davies, son « idole depuis toute petite », en qualité de coskippeuse pour la saison 2025. Les deux femmes doivent disputer en binôme la Transat Café L’OR à l'automne 2025.

### Vie privée
Elle est en couple avec Charles, surnommé Charlot.

## Documentaire
Devenir, film documentaire réalisé par Julien Touzaint en 2024, retrace les deux ans de préparation de son projet jusqu'à son départ des Sables-d'Olonne pour le Vendée Globe le 10 novembre 2024 sur son IMOCA du même nom.

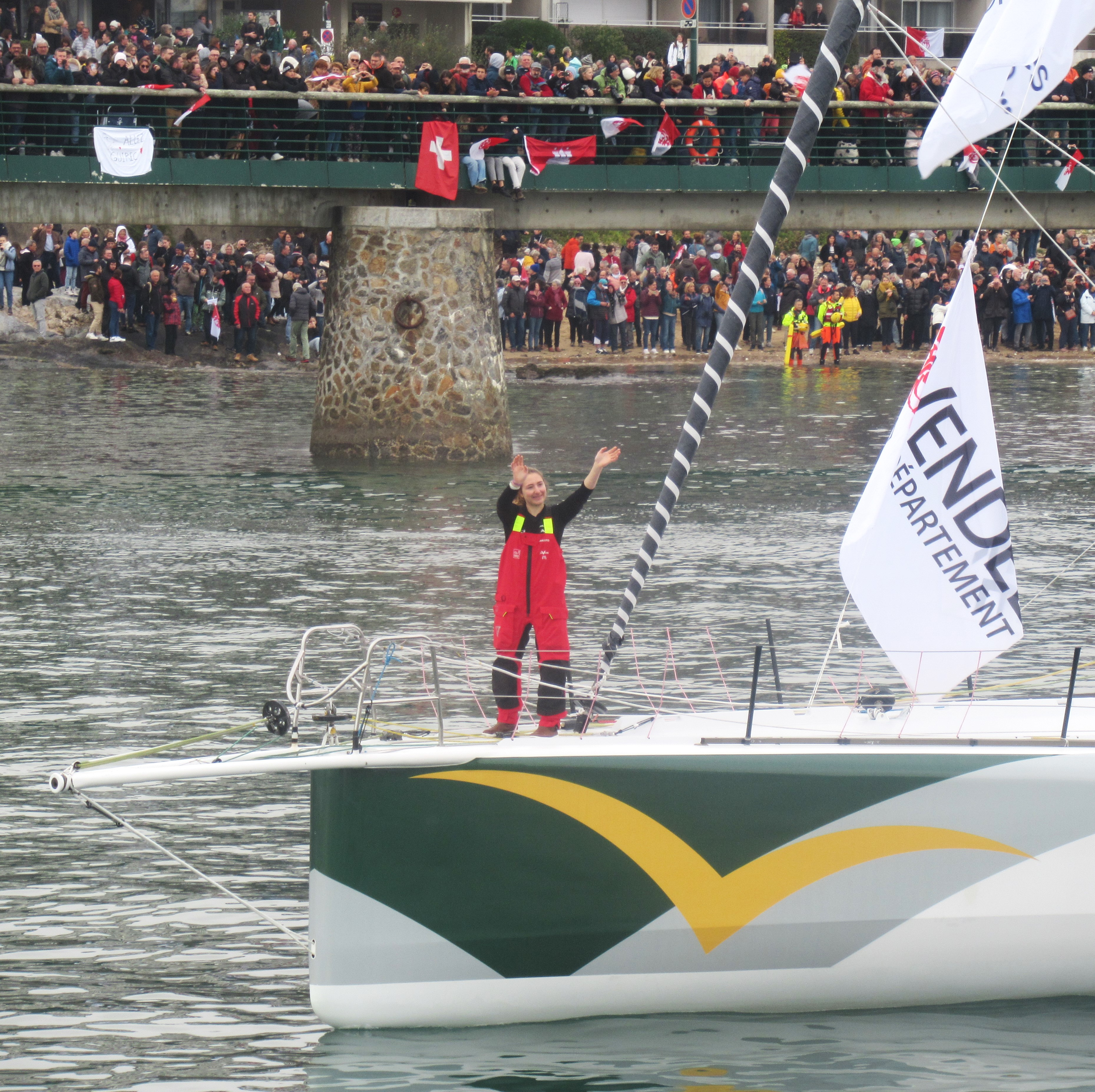
Violette Dorange au départ du Vendée Globe 2024-2025.

## Palmarès
- 2015
  - Championnat d'Europe Optimist : 4e[33]

- 2016
  - Championnats du Monde Jeunes en 420 : médaille de bronze 2016[14] avec Camille Orion
  - 2e Coupe Nationale d'été en 420[14] avec Camille Orion

- 2017
  - Championnats d'Europe 420 à Athènes[12] : médaille de bronze, avec Camille Orion
  - Championnats du Monde Jeunes en 420 à Sanya (Chine)[13] avec Camille Orion. Médaille d’argent

- 2018
  - Championnats du Monde Jeunes à Corpus Christi (États-Unis) : médaille de bronze en 420 filles, avec Camille Orion[15]

- 2019
  - Mini Transat : 16e[34]

- 2020
  - Solitaire du Figaro : 30e[35]

- 2021
  - La Transat en Double - Concarneau - Saint-Barthélemy : 9e, avec Alan Roberts[36]
  - Solitaire du Figaro : 19e sur 34 participants[37]

- 2022
  - Sardinha Cup : 4e en double avec Julien Pulvé[11]
  - Solitaire du Figaro : 10e sur 34 participants[38]

- 2023. Transat Paprec : 8e sur 11 participants, avec Basile Bourgnon sur le bateau Edenred[39]

### À la barre de l'ImocaDeVenir
- 2023 :
  - 48 Heures du Défi Azimut : 13e sur 34 participants, avec Damien Guillou, 1er bateau à dérives[40]
  - Transat Jacques-Vabre : 21e sur 40 Imoca, avec Damien Guillou[41]
  - 23e sur 32 dans le Retour à la Base, à la barre de DeVenir[23]

- 2024 : 
  - 18e sur 33 Imoca dans The Transat CIC[24]
  - 18e sur 28 dans la New York Vendée - Les Sables d'Olonne[25]

- 2025 : 
  - 25e sur 40 du Vendée Globe en 90 jours 22 h 37 min 9 s[42]